# Zirkus Rosarius
Zirkus Rosarius (también conocida como Wanderzirkus Rosarius) fue una unidad especial de pruebas (Erprobungskommando) de la Luftwaffe, específicamente del Alto Mando de la Luftwaffe, encargada de probar los aviones británicos y estadounidenses capturados, tras ser repintados con distintivos alemanes.
El propósito de probar las aeronaves aliadas era descubrir los puntos fuertes y las vulnerabilidades en su diseño o desempeño. Esta información fue muy útil para permitir que el personal de servicio alemán desarrollara tácticas diseñadas para contrarrestar los puntos fuertes y explotar cualquier vulnerabilidad.
La unidad fue formada por Theodor Rosarius en 1943 y formaba parte del 2.Staffel/Versuchsverband Oberbefehlshaber der Luftwaffe (segundo escuadrón de la Unidad Experimental del Alto Mando de la Luftwaffe). El Zirkus también recorrió aeródromos operativos mostrando a los pilotos de la Luftwaffe los aviones capturados y entrenándolos en técnicas para contrarrestarlos. El Zirkus Rosarius disponía de su propio Geschwaderkennung o código identificador, el "T9", con algunos de los aviones de la unidad procedentes del KG 200, empleando el código "A3" de esa ala.